# Sacada chaehomensis
Sacada chaehomensis — вид лускокрилих комах з родини вогнівок (Pyralidae). Описаний у 2020 році.

## Назва
Видова назва chaehomensis вказує на типове місцезнаходження — Че Гом.

## Поширення
Ендемік Таїланду. Відомий з єдиної комахи, яку спіймано в окрузі Че Гом провінції Лампанг на півночі країни.

## Спосіб життя
Єдиного відомого самця зібрали у травні 2020 року на висоті 340 м над рівнем моря. Його привабило світло в лісі з різноманітними породами дерев, впереміш із невеликими овочевими насадженнями. Незрілі стадії невідомі.